# ベレヤ
ベレヤ(Beroia)は、聖書に登場する地名の1つである。マケドニアのエマティヤ地方のヴェルミオス山のふもとでアストラエウス川の岸にあったかなり古い町とされ、現在のヴェリア（ギリシャ共和国中央マケドニア地方イマティア県）であると言われる。
使徒行伝によるとパウロは第2回伝道旅行の時、テサロニケから南西に約80キロ進んでベレヤに到着して、会堂で説教した。この地のユダヤ人は熱心に聖書を研究していた。第3回伝道旅行の時もパウロは訪問したと推定される。ベレヤ出身のソパテがパウロに同行した。